# Dick Kaysø
Dick Kaysø, född 13 februari 1947, i Nørrebro, är en dansk skådespelare.

## Filmografi (urval)
- 1976 – Snuten som rensade upp
- 1978 – Strandfyndet (TV-serie)
- 1988 – Vid vägen
- 1992 – Stakkels Krumme
- 1994 – Riket (TV-serie)
- 1997 – Hjerteflimmer
- 2000 – Hjälp! Jag är en fisk
- 2003 – Arvet
- 2004–2007 – Krönikan (TV-serie)
- 2023 – Sjuksköterskan (TV-serie)